# Селенат лантана(III)
Селенат лантана(III) — неорганическое соединение, 
соль металла лантана и селеновой кислоты
с формулой La2(SeO4)3,
бесцветные кристаллы,
растворимые в воде,
образует кристаллогидраты.

## Получение
- Растворение оксида, гидроксида или  карбоната лантана в растворе селеновой кислоты:

{\displaystyle {\mathsf {La_{2}O_{3}+3H_{2}SeO_{4}\ {\xrightarrow {}}\ La_{2}(SeO_{4})_{3}+3H_{2}O}}}
{\displaystyle {\mathsf {2La(OH)_{3}+3H_{2}SeO_{4}\ {\xrightarrow {}}\ La_{2}(SeO_{4})_{3}+6H_{2}O}}}
{\displaystyle {\mathsf {La_{2}(CO_{3})_{3}+3H_{2}SeO_{4}\ {\xrightarrow {}}\ La_{2}(SeO_{4})_{3}+3CO_{2}\uparrow +3H_{2}O}}}

## Физические свойства
Селенат лантана(III) образует бесцветные (белые) кристаллы.
Хорошо растворяется в холодной воде.
Образует кристаллогидраты состава La2(SeO4)3•n H2O, где n = 5, 6, 10 и 12.
Наиболее стабильный — La2(SeO4)3•5H2O.
Кристаллогидрат состава La2(SeO4)3•12H2O — кристаллы
моноклинной сингонии,
пространственная группа C 2/c,
параметры ячейки a = 1,0670 нм, b = 2,0390 нм, c = 1,0740 нм, β = 110,12°.